# Futbol Club Barcelona (femminile)
Il Futbol Club Barcelona, noto, più semplicemente, come Barcelona (in italiano Barcellona) e conosciuto anche, in catalano, come Futbol Club Barcelona Femení (in spagnolo: Fútbol Club Barcelona Femenino) o, colloquialmente, come Barça Femení, è la sezione di calcio femminile dell'omonima società polisportiva spagnola con sede a Barcellona, militante nella Primera División, massima serie della piramide calcistica del campionato spagnolo.
Fondato nel 1988, il club è il più titolato a livello nazionale, potendo annoverare in bacheca dieci campionati spagnoli, undici Coppe della Regina, cinque Supercoppe spagnole e tre UEFA Women's Champions League. 
In aggiunta a ciò, con il conseguimento della vittoria, al culmine della stagione 20-21, di campionato, coppa nazionale e Women's Champions League, il sodalizio è riuscito a centrare per la prima volta il triplete, diventando, insieme con la sezione maschile, il primo club a raggiungere questo traguardo con entrambe le sezioni della polisportiva. La compagine ha successivamente bissato e migliorato il treble nel 2024, poiché, oltre a rivincere campionato, coppa e Champions femminile, arriva a realizzare questa volta un quadruple, avendo aggiunto la Supercoppa spagnola.

## Storia

### Gli esordi: il Club Femení Barcelona
Il Club Femení Barcelona, fondato nel 1988, fu tra i membri fondatori del campionato femminile spagnolo, che proprio quell'anno vide svolgersi la sua prima edizione. La squadra rimase nella massima serie fino al 2001, vincendo anche un'edizione della coppa nazionale nel 1994. Nel 2001 divenne ufficialmente la sezione di calcio femminile del Futbol Club Barcelona, che ne ereditò la tradizione sportiva, tuttavia - nella riforma del calcio femminile spagnolo - non venne ammessa alla neocostituita Superliga Femenina, bensì alla Liga Nacional, seconda serie nazionale. Dopo aver disputato tre stagioni nel campionato di secondo livello, nel 2004 ritornò nella massima serie vincendo lo spareggio promozione contro l'Oiartzun. Dopo due stagioni abbastanza anonime, concluse poco sotto metà classifica, il club si posizionò all'ultimo posto durante la stagione 2006-2007, retrocedendo nuovamente nel campionato cadetto. La permanenza in seconda serie durò un solo anno, con la squadra, guidata da Xavi Llorens, che ottenne prontamente il ritorno in Superliga nel 2008.

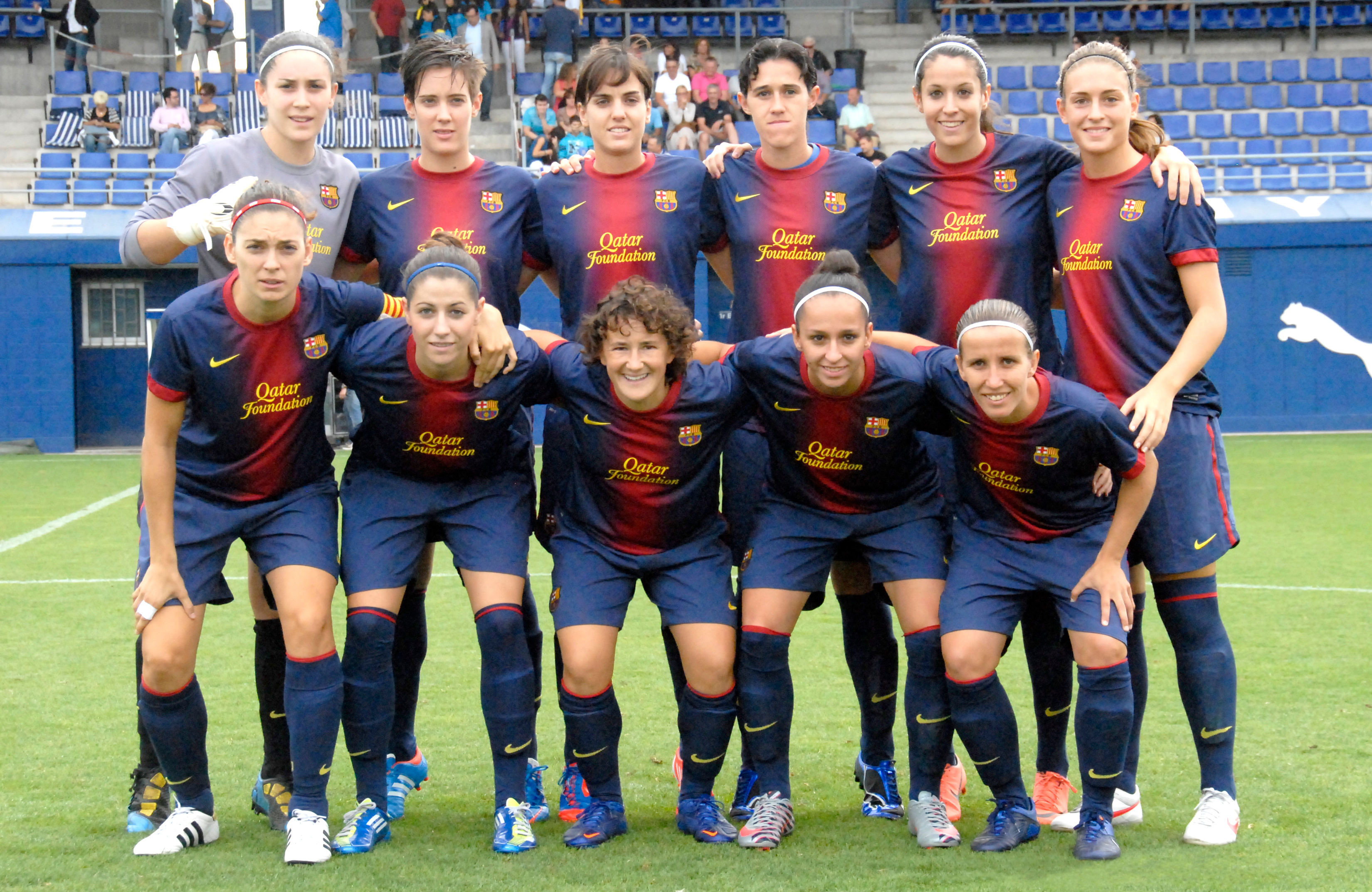
Una formazione del Barcelona Femení artefice del doblete nella stagione 2012-2013, inizio del primo ciclo di successi della storia del club

Gli anni successivi videro il Barcellona consolidarsi come squadra d'alta classifica prima in campo nazionale e, successivamente, in campo europeo e internazionale. Nel 2011 conquistò la sua seconda Coppa della Regina sconfiggendo in finale le concittadine e rivali dell'Espanyol. L'anno successivo il Barcellona diede inizio a un quadriennio di trionfi in ambito nazionale, in cui vinse la Primera División per quattro volte consecutive e la Coppa della Regina per due edizioni consecutive (nel 2013 e nel 2014).
Nella stagione 2011-2012 vinse la prima edizione della Primera División distanziando l'Athletic Bilbao di tre soli punti, vincendo 31 partite su 34, realizzando 119 reti e subendone solo 19. Grazie a questo successo, il Barcellona venne ammesso per la prima volta in UEFA Women's Champions League per l'edizione 2012-2013, dalla quale, ciononostante, venne eliminato precocemente ai sedicesimi di finale dall'Arsenal. Nella stagione 2012-2013 bissò il successo in campionato andando a vincere 2-1 all'ultima giornata allo stadio San Mamés contro le padrone di casa dell'Athletic Bilbao e scavalcandole in classifica al primo posto.
Nella UEFA Women's Champions League 2013-2014 il Barcellona fu protagonista di un buon percorso: raggiunse in maniera convincente i quarti di finale, ma fu costretto ad arrendersi alle tedesche del Wolfsburg, che, campionesse in carica, si apprestavano a vincere la competizione per il secondo anno consecutivo. In campionato il Barcellona continuò a dominare, trionfando anche nella Primera División 2013-2014 con tre giornate di anticipo il 13 aprile 2014, e nuovamente con due sole lunghezze di vantaggio sull'Athletic Bilbao; il terzo campionato vinto consecutivamente consentì alla squadra, inoltre, di tenere il trofeo di proprietà. Due mesi dopo, il 22 giugno, vinse anche la Coppa della Regina, la quarta della sua storia, e il 31 agosto dello stesso anno si aggiudicò anche, per la quinta volta, la Copa de Catalunya, competizione regionale dedicata alle squadre catalane. Nel 2015 vinse il campionato per la quarta volta consecutiva, e per il quarto anno consecutivo il suo attaccante Sonia Bermúdez vinse la classifica delle migliori marcatrici. In Champions League raggiunse nuovamente i quarti di finale nell'edizione 2015-2016, venendo però eliminato dal Paris Saint-Germain. Al termine della Primera División 2015-2016 il Barcellona mancò il quinto trionfo, concludendo al secondo posto in classifica di un punto dietro all'Athletic Bilbao. Anche nelle tre stagioni successive la squadra concluse il campionato al secondo posto e in tutte e tre le occasioni alle spalle dell'Atlético Madrid. Sia nel 2017 che nel 2018 arrivò la conquista della Coppa della Regina, sconfiggendo in finale in entrambe le edizioni l'Atletico Madrid: nel 2017 grazie a un largo successo per 4-1, mentre nel 2018 con una vittoria di misura grazie alla rete di Mariona Caldentey nei minuti di recupero del secondo tempo supplementare. Dopo aver raggiunto per la prima volta la semifinale di Champions League nell'edizione 2016-2017, venendo eliminato dal Paris Saint-Germain, il Barcellona raggiunse per la prima volta la finale nell'edizione 2018-2019. Dopo aver eliminato, in sequenza dai sedicesimi, le kazake del BIIK Kazygurt, le scozzesi del Glasgow City e le norvegesi del LSK Kvinner, in semifinale le Blaugranas sconfissero le tedesche del Bayern Monaco con un doppio 1-0; la finale, disputata alla Groupama Arena di Budapest, vide prevalere per 4-1 le francesi dell'Olympique Lione, vincitrici del torneo per il quarto anno consecutivo.

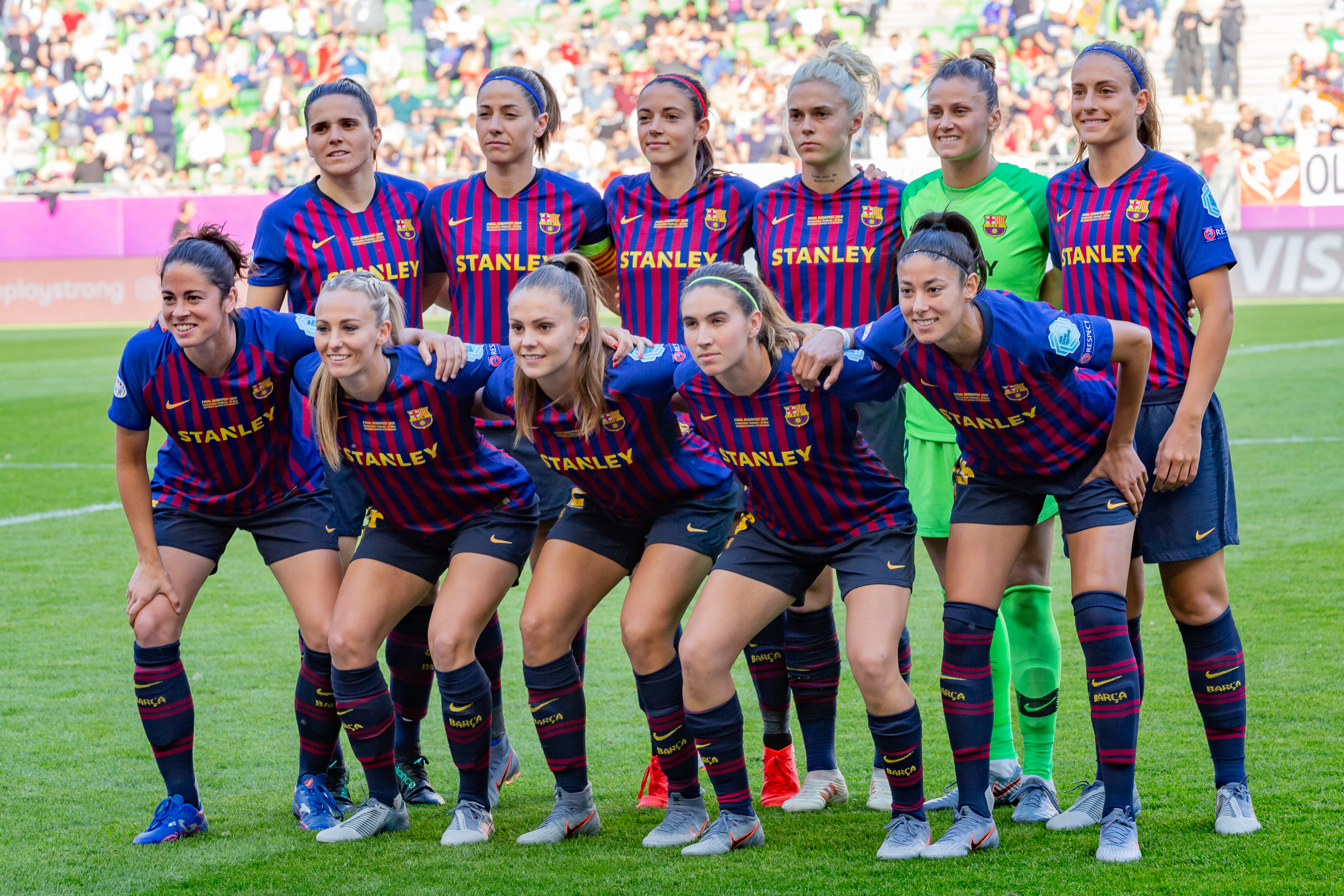
La formazione del Barcellona nella finale di Champions League 2019.

La stagione 2019-2020 fu funestata dalla pandemia di COVID-19, che causò la sospensione dei tornei nel mese di marzo 2020. Al momento della sospensione del campionato il Barcellona era in testa alla classifica con nove punti di vantaggio sull'Atletico Madrid e gli venne assegnata la vittoria del campionato dalla federazione spagnola (RFEF) quando il campionato venne definitivamente sospeso. Poco prima della sospensione dei tornei il Barcellona aveva vinto la sua prima Supercoppa spagnola, ripristinata dopo vent'anni, battendo in finale la Real Sociedad per 10-1. L'edizione 2020 della Coppa della Regina venne completata nel corso della stagione successiva e le Blaugranas vinsero la finale sul Logroño, completando il triplete. L'edizione 2019-2020 di Champions League venne completata nella seconda metà di agosto 2020 col Barcellona sconfitto dal Wolfsburg in semifinale dopo che aveva superato le connazionali dell'Atletico Madrid ai quarti di finale.
Anche nella stagione 2020-2021 arrivò un triplete con la vittoria di campionato, coppa nazionale e Champions League. In campionato la vittoria, la seconda consecutiva, giunse con cinque giornate d'anticipo e con tre gare da recuperare, vincendo 33 partite su 34. La Coppa della Regina venne vinta superando 4-2 in finale il Levante. In Champions League il trionfo del Barcellona rappresentò la prima volta per una squadra spagnola e l'interruzione delle cinque vittorie di fila dell'Olympique Lione, nonché divenne il primo club a vincere sia il torneo maschile sia il torneo femminile della Champions League. Dopo aver eliminato il Manchester City ai quarti di finale e il Paris Saint-Germain in semifinale, il primo trofeo internazionale venne conquistato grazie al successo per 4-0 sulle inglesi del Chelsea, col risultato maturato già al 36' del primo tempo.
Il primo successo della stagione 2021-2022 giunse con la conquista della seconda Supercoppa spagnola, grazie al netto successo per 7-0 sull'Atletico Madrid. Il 13 marzo successivo, con la vittoria per 5-0 sul Real Madrid nel Clásico, il Barcellona vinse il campionato per la terza volta consecutiva con sei giornate d'anticipo e a punteggio pieno. In Champions League, dopo aver vinto a punteggio pieno il gruppo C della fase a gironi, il Barça superò prima il Real Madrid e poi il Wolfsburg per raggiungere la seconda finale consecutiva. Le partite casalinghe dei quarti di finale e delle semifinali vennero disputate davanti a un pubblico record di 91 553 e 91 648 spettatori, rispettivamente, al Camp Nou, battendo tutti i precedenti record.

## Allenatori
- 1988-1989  Ramon Carrión
- 1989-1998  Luis de la Pena
- 1998-2001  Salvador Casals
- 2002-2006  Natalia Astrain
- 2006-2017  Xavi Llorens
- 2017-2019  Fran Sánchez
- 2019-2021  Lluís Cortés
- 2021-2024  Jonatan Giráldez
- 2024-  Pere Romeu

## Statistiche individuali
I nomi in grassetto sono tuttora giocatrici del Barcellona.
Dati aggiornati al 24 maggio 2025.
| Presenze - 519 - Melanie Serrano (2004-2022) - 466 - Marta Torrejón (2013-) - 463 - Alexia Putellas (2012-) - 376 - Vicky Losada (2006-2021) - 360 - Marta Unzué (2006-2012) - 346 - Patricia Guijarro (2015-) - 317 - Aitana Bonmatí (2016-) - 305 - Mariona Caldentey (2014-2024) - 283 - Mapi León (2017-) - 279 - Sandra Paños (2015-2024) | Reti - 212 - Alexia Putellas (2012-) - 181 - Jennifer Hermoso (2014-2017, 2019-2022) - 123 - Sonia Bermúdez (2011-2015) - 117 - Asisat Oshoala (2019-2024) - 115 - Mariona Caldentey (2014-2024) - 112 - Aitana Bonmatí (2016-) - 94 - Olga García (2010-2018) - 93 - Caroline Graham Hansen (2019-) - 78 - Claudia Pina (2017-2019, 2021-) - 73 - Lieke Martens (2017-2022) |

## Palmarès

### Competizioni nazionali
- Campionato spagnolo: 10  (record)

2011-2012, 2012-2013, 2013-2014, 2014-2015, 2019-2020, 2020-2021, 2021-2022, 2022-2023, 2023-2024, 2024-2025
- Coppa della Regina: 11  (record)

1993-94, 2011, 2013, 2014, 2017, 2018, 2019-2020, 2020-2021, 2021-2022, 2023-2024, 2024-2025
- Supercoppa spagnola: 5  (record)

2020, 2022, 2023, 2024, 2025

### Competizioni regionali
- Copa de Catalunya femenina: 10  (record)

2009, 2010, 2011, 2012, 2014, 2015, 2016, 2017, 2018, 2019

### Altri piazzamenti
- Campionato spagnolo:

Secondo posto: 1991-1992, 2015-2016, 2016-2017, 2017-2018, 2018-2019
- Coppa della Regina:

Finalista: 1991, 2016

### Competizioni internazionali
- UEFA Women's Champions League: 3

2020-2021, 2022-2023, 2023-2024

#### Altri piazzamenti
- UEFA Women's Champions League:

Finalista: 2018-2019, 2021-2022, 2024-2025

## Statistiche

### Partecipazione ai campionati
| Livello | Categoria         | Partecipazioni | Debutto   | Ultima stagione | Totale |
| ------- | ----------------- | -------------- | --------- | --------------- | ------ |
| 1º      | División de Honor | 13             | 1988-1989 | 2000-2001       | 31     |
| 1º      | Superliga         | 6              | 2004-2005 | 2010-2011       | 31     |
| 1º      | Primera División  | 13             | 2011-2012 | 2023-2024       | 31     |
| 2º      | Liga Nacional     | 4              | 2001-2002 | 2007-2008       | 4      |

### Partecipazione alle coppe
| Competizione                  | Partecipazioni | Debutto   | Ultima stagione | Totale |
| ----------------------------- | -------------- | --------- | --------------- | ------ |
| Coppa della Regina            | 24             | 1991      | 20254           | 23     |
| Supercoppa spagnola           | 6              | 2020      | 2025            | 6      |
| UEFA Women's Champions League | 13             | 2012-2013 | 2024-2025       | 13     |

## Organico

### Rosa 2024-2025
Rosa, ruoli e numeri di maglia come da sito ufficiale, aggiornati al 5 novembre 2024.
| N. |                     | Ruolo | Calciatrice                    |
| -- | ------------------- | ----- | ------------------------------ |
| 1  | Spagna (bandiera)   | P     | Gemma Font                     |
| 2  | Spagna (bandiera)   | D     | Irene Paredes                  |
| 4  | Spagna (bandiera)   | D     | María León                     |
| 5  | Spagna (bandiera)   | D     | Jana Fernández                 |
| 7  | Spagna (bandiera)   | A     | Salma Paralluelo               |
| 8  | Spagna (bandiera)   | D     | Marta Torrejón (vice-capitano) |
| 9  | Spagna (bandiera)   | A     | Claudia Pina                   |
| 10 | Norvegia (bandiera) | A     | Caroline Graham Hansen         |
| 11 | Spagna (bandiera)   | C     | Alexia Putellas (capitano)     |
| 12 | Spagna (bandiera)   | C     | Patricia Guijarro              |
| 13 | Spagna (bandiera)   | P     | Catalina Coll                  |
| 14 | Spagna (bandiera)   | C     | Aitana Bonmatí                 |

| N. |                        | Ruolo | Calciatrice          |
| -- | ---------------------- | ----- | -------------------- |
| 16 | Svezia (bandiera)      | A     | Fridolina Rolfö      |
| 17 | Polonia (bandiera)     | A     | Ewa Pajor            |
| 18 | Portogallo (bandiera)  | C     | Kika                 |
| 19 | Spagna (bandiera)      | C     | Vicky López          |
| 20 | Spagna (bandiera)      | D     | Martina Fernández    |
| 22 | Spagna (bandiera)      | D     | Ona Batlle           |
| 23 | Norvegia (bandiera)    | C     | Ingrid Syrstad Engen |
| 24 | Paesi Bassi (bandiera) | A     | Esmee Brugts         |
| 25 | Inghilterra (bandiera) | P     | Ellie Roebuck        |
| 28 | Spagna (bandiera)      | C     | Alba Caño            |
| 30 | Svizzera (bandiera)    | C     | Sydney Schertenleib  |